# Gebeardo di Supplimburgo
Gebeardo di Supplimburgo in tedesco Gebhard Süpplingenburg, (... – Bad Langensalza, 9 giugno 1075) fu un conte sassone nell'Harzgau orientale e nel Nordthüringgau, situati nel ducato di Sassonia. Fu il padre dell'imperatore Lotario II.

## Biografia
Gebeardo, della stirpe dei Supplimburgo, era figlio del conte Bernardo di Supplimburgo († 1069 circa) e di sua moglie Ida di Querfurt, nipote di san Bruno di Querfurt. Intorno al 1052 succedette al padre nell'Harzgau (Ostfalia) e nel Nordthüringgau. Il nonno di Gebardo, Liutgero, conte di Süpplingenburg, era già menzionato come signore di Harzgau in Ostfalia intorno all'anno 1021. Il fratello minore di Gebeardo, Tietmaro, fu vescovo di Halberstadt per un breve periodo nel 1089. 
Come molti nobili sassoni, Gebeardo si unì alla ribellione sassone (ne fu uno dei capi) del conte Ottone di Northeim e del vescovo Burcardo II di Halberstadt contro il re salico Enrico IV di Franconia. Secondo le cronache dell'abate Lamberto di Hersfeld, egli incitò i sassoni a insorgere. Egli fu però ucciso nel 1075 nella battaglia di Langensalza dalle forze del re. 

## Famiglia e figli
Gebeardo sposò, intorno al 1060, Edvige († 1090), figlia del conte bavarese Federico di Formbach e di Gertrude Haldensleben, ed erede del castello di Süpplingenburg. Secondo la Sächsische Weltchronik, queste unione fu ostacolata dal rivale e conte palatino Federico II di Goseck, parente dell'arcivescovo Adalberto di Brema. Questa unione provocò l'anatema del vescovo di Halberstadt e Gebeardo dovette prendere sua moglie con la forza. Essi ebbero 
- Ida († 1138), che sposò Sigeardo X, conte di Tengling e Burghausen-Schala in Baviera;
- Lotario (1075-1137), che fu nominato duca di Sassonia nel 1106 ed eletto re dei Romani nel 1125, poi fu imperatore dei Romani dal 4 giugno 1133 fino al alla sua morte nel dicembre 1137.

Lotario nacque postumo al padre, o nacque comunque poco prima della sua morte. La vedova Edvige sposò in seconde nozze il duca Teodorico II di Lorena, della dinastia dei Girardini. 